# روبرت ماكراكين
روبرت ماكراكين (بالإنجليزية: Robert McCracken)‏ (25 يونيو 1890 في المملكة المتحدة - ) هو لاعب كرة قدم بريطاني وأيرلندا الشمالية (وحمل سابقاً جنسية المملكة المتحدة لبريطانيا العظمى وأيرلندا) في مركزي الوسط والدفاع. شارك مع منتخب أيرلندا الشمالية لكرة القدم. أما مع النوادي، فقد لعب مع بورتاداون وكريستال بالاس وليسبورن ديستليري.

## وصلات خارجية
- روبرت ماكراكين على موقع قاعدة بيانات كرة القدم.إي يو (الإنجليزية)